# Лобізва
Лобі́зва (пол. Łobozew Górny) — село в Польщі, у гміні Устрики-Долішні Бещадського повіту Підкарпатського воєводства. Колишнє бойківське село, у рамках договору обміну територіями 1951 року все українське населення насильно переселено. Населення — 285 осіб (2011).

## Назва
Після 1951 рр. польською адміністрацією село Лобізва поділене на два — Лобозев Ґурни і Лобозев Дольни.

## Історія
Село закріпачене в 1526 р. Входило до Перемишльської землі Руське воєводства.
У 1772—1918 рр. село було у складі Австро-Угорської монархії, у провінції Королівство Галичини та Володимирії. У 1880 році село належало до Ліського повіту, у селі нараховувалося 806 мешканців, з них 36 у фільварку.
У 1919—1939 рр. — у складі Польщі. Село належало до Ліського повіту Львівського воєводства, у 1934—1939 рр. входило до складу ґміни Лобізва.
На 01.01.1939 в селі було 1570 жителів, з них 1150 українців-грекокатоликів, 360 українців-римокатоликів, 20 поляків і 40 євреїв.
У середині вересня 1939 року німці окупували село, однак уже 26 вересня 1939 року мусіли відступити з правобережної частини Сяну, оскільки за пактом Ріббентропа-Молотова правобережжя Сяну належало до радянської зони впливу. 27.11.1939 постановою Президії Верховної Ради УРСР село у складі повіту включене до новоутвореної Дрогобицької області. Територія ввійшла до складу утвореного 17.01.1940 Нижньо-Устрицького району. Наприкінці червня 1941, з початком Радянсько-німецької війни, територія знову була окупована німцями, які за три роки окупації винищили євреїв. У серпні 1944 року радянські війська знову оволоділи селом. В березні 1945 року, у рамках підготовки до підписання Радянсько-польського договору про державний кордон зі складу Дрогобицької області половина села була передана до складу Польщі, де була названа Лобізва Долішня, українське населення насильно виселене в СРСР.
А в 1948 р. вже жителі горішньої частини села Лобізва Нижньо-Устріцького району тодішньої Дрогобицької області вимушені були в місячний термін покинути рідні домівки в ході виселення людей з прикордонної смуги. Тоді їх виселили в ближні села, тобто залишили на території Дрогобицької області. Та 1951 року, згідно з договором «про обмін територіями» задля «вирівнювання кордонів», 121 родина, що складалася з 572 осіб, були виселені у села на Одещині (Будьоннівку, Єреміївку, Бецилове), а на їх місце переселено поляків. Замість українців ця частина села також була заселена поляками і названа Лобізва Горішня.
У 1975—1998 роках село належало до Кросненського воєводства.

## Демографія
Демографічна структура станом на 31 березня 2011 року:
|          | Загалом | Допрацездатний вік | Працездатний вік | Постпрацездатний вік |
| -------- | ------- | ------------------ | ---------------- | -------------------- |
| Чоловіки | 147     | 34                 | 101              | 12                   |
| Жінки    | 138     | 25                 | 79               | 34                   |
| Разом    | 285     | 59                 | 180              | 46                   |

## Церква
У 1846 р. збудована дерев'яна церква Різдва Пресвятої Богородиці, була парафіяльною, належала до Устрицького деканату Перемишльської єпархії УГКЦ.